# Anja Pärson
Anja Sofia Tess Pärson (* 25. April 1981 in Umeå) ist eine ehemalige samisch-schwedische Skirennläuferin. Sie gewann eine olympische Goldmedaille, sieben Weltmeistertitel und zweimal die Gesamtwertung des alpinen Skiweltcups. Pärson ist eine von sieben Athletinnen, die in allen fünf Disziplinen Weltcuprennen gewannen. Sie ist auch die bisher einzige, die Weltmeisterin in allen Einzeldisziplinen wurde. Mehr Weltmeisterschaftsmedaillen als sie haben nur die Deutsche Christl Cranz in den 1930er-Jahren und seit 2013 die noch aktive US-Amerikanerin Mikaela Shiffrin gewonnen (Stand: nach WM 2023).

## Biografie

### Juniorenzeit
Anja Pärson – eine Angehörige des Volkes der Samen – wuchs in Tärnaby auf, dem Geburtsort von Ingemar Stenmark. Diesen zählt sie neben Vreni Schneider zu ihren Vorbildern. Sie erlernte das Skilaufen im Alter von drei Jahren und gewann bald darauf Rennen gegen mehrere Jahre ältere Konkurrentinnen. Vater Anders Pärson erkannte früh das Talent seiner Tochter und begann sie zu trainieren; lange gehörte er zu ihrem Trainerstab.
1996 gewann Pärson in ihrer Altersklasse alle drei Wettbewerbe des Whistler Cups. Im November desselben Jahres nahm sie erstmals an FIS-Rennen teil. Im Februar 1997 gewann sie bei den Europäischen Olympischen Winter-Jugendtagen in Sundsvall Gold im Riesenslalom sowie Silber im Slalom. Nachdem sie mit guten Leistungen aufgefallen war, fand sie Aufnahme im schwedischen Nationalkader. Einsätze im Europacup folgten ab Dezember 1997. Bereits in ihrer ersten Saison 1997/98 gewann sie zwei Europacup-Rennen und entschied die Riesenslalom-Wertung für sich. Bei den Juniorenweltmeisterschaften 1998 gewann sie die Goldmedaille im Riesenslalom und die Bronzemedaille im Slalom.

### 1998 bis 2002
Am 25. März 1998, einen Monat vor ihrem 17. Geburtstag, debütierte Pärson im Skiweltcup, beim Riesenslalom in Crans-Montana: Sie fuhr auf Platz 25, wofür es aber noch keine Weltcuppunkte gab, da beim Weltcupfinale nur die besten 15 (statt 30) gewertet werden. Die ersten Weltcuppunkte holte sie schließlich zu Beginn der nächsten Saison am 24. Oktober 1998 in Sölden (Platz 13). Bereits bei ihrem fünften Weltcuprennen, dem Slalom in Mammoth Mountain am 3. Dezember 1998, feierte Pärson, noch mit hoher Start-Nr. 36 (der zweithöchsten Siegernummer im Damenslalom hinter Nr. 42 von Renate Götschl) ihren ersten Sieg, wobei sie im ersten Lauf Rang 15 belegt hatte (damit auch in dieser Hinsicht die größte Rangverbesserung). Sie nahm an den Weltmeisterschaften 1999 teil, kam jedoch in zwei Rennen jeweils nicht ins Ziel. Hingegen gehörte sie bei den Juniorenweltmeisterschaften 1999 und 2000 mit insgesamt je zwei Gold- und Bronzemedaillen zu den erfolgreichsten Athletinnen.
In der Saison 1999/2000 blieb Pärson ohne Sieg in einem Weltcuprennen, stand aber viermal auf dem Podest. Ähnlich verlief die Saison 2000/01 mit sechs Podestplätzen. Doch bei den Weltmeisterschaften 2001 in St. Anton am Arlberg konnte sie im Slalom die Goldmedaille gewinnen; hinzu kam der dritte Platz im Riesenslalom. Im Dezember 2001 folgte Pärsons zweiter Sieg in einem Weltcuprennen. Obwohl sie in der Saison 2001/02 weitere drei Slaloms gewann, konnte sie sich aufgrund mehrerer Ausfälle nicht den Sieg in der Slalom-Disziplinenwertung sichern. Bei ihren ersten Olympischen Winterspielen, 2002 in Salt Lake City, fuhr Pärson im Riesenslalom auf den zweiten und im Slalom auf den dritten Platz.
Pärson war in den ersten Jahren ihrer Karriere fast ausschließlich Slalom- und Riesenslalomrennen gefahren und entwickelte sich zu einer der Spitzenfahrerinnen der „technischen“ Disziplinen. In der Saison 2002/03 erweiterte sie ihr Repertoire und nahm im Rahmen des Weltcups regelmäßig an Super-G-Rennen teil, ab 2003/04 auch an Abfahrten. Nach und nach entwickelte sich Pärson immer mehr zur Allrounderin. Am 15. Dezember 2002 gewann sie in Sestriere einen so genannten „k.o.-Slalom“ (den einzigen in der Weltcup-Geschichte).

### 2003 bis 2006
Im Jahr 2003 gelangen Pärson erstmals Siege bei Weltcup-Riesenslaloms. Mit insgesamt drei Siegen und drei weiteren Platzierungen in den ersten fünf Rängen entschied sie die Riesenslalom-Disziplinenwertung äußerst knapp für sich – auf die zweitplatzierte Italienerin Karen Putzer wies sie nur einen Punkt Vorsprung auf. Bei den Weltmeisterschaften 2003 in St. Moritz setzte sich Pärson im Riesenslalom weitaus klarer durch und gewann mit einem großen Vorsprung von 1,55 Sekunden auf die Italienerin Denise Karbon die Goldmedaille; im Slalom reichte es zu Platz vier.
Die Weltcupsaison 2003/04 war Pärsons erfolgreichste. Sie gewann sechs Slaloms und fünf Riesenslaloms. In dieser Saison schaffte sie es auch, je vier Slaloms und Riesenslaloms in Folge zu gewinnen. Einige dieser Siege konnte sie mit über einer Sekunde Vorsprung feiern. Im Gesamtweltcup lieferte sie sich einen Zweikampf mit der Österreicherin Renate Götschl, die in den Speed-Disziplinen ähnlich erfolgreich war. Doch letztlich begann sich Pärsons allmähliche Umstellung auf die schnellen Disziplinen auszuzahlen, da sie so den entscheidenden Vorsprung herausholte. Neben dem Sieg in der Gesamtwertung sicherte sie sich auch die Slalom- und Riesenslalomwertungen.
In der Saison 2004/05 gelang Pärson nur je ein Sieg in Slalom und Riesenslalom. Dafür gewann sie im Februar 2005 ihre ersten Rennen in den Disziplinen Super-G und Abfahrt, am 25./26. Februar 2005 in San Sicario. Neben dem fahrtechnischen Können kam ihr in den schnellen Disziplinen, insbesondere in den flachen Gleitpassagen, auch ihre enorme Kraft und ihre zunehmende Körpermasse zugute. Hauptkonkurrentin war diesmal die Kroatin Janica Kostelić, die nach einem Jahr Verletzungspause wieder ins Geschehen eingriff. Zuvor, bei den Weltmeisterschaften 2005 in Santa Caterina, waren sämtliche Goldmedaillen entweder an Kostelić oder Pärson gegangen: Während die Kroatin in der Abfahrt, im Slalom und in der Kombination siegreich war, gewann die Schwedin (überraschend) den Super-G und als Titelverteidigerin den Riesenslalom; in der Kombination wurde sie Zweite. Die Entscheidung um den Gesamtweltcup fiel im letzten Rennen der Saison. Pärson gewann schließlich mit nur drei Punkten Vorsprung auf Kostelić zum zweiten Mal in Folge den Gesamtweltcup; es war dies der geringste Vorsprung seit 1978/79 mit ebenfalls drei Zählern Differenz (damals allerdings mit geringeren Punktevergaben). In den einzelnen Disziplinenwertungen konnte Pärson hingegen keinen Sieg verzeichnen.
In der Saison 2005/06 setzte sich Kostelić vor Pärson im Gesamtweltcup durch. Der Schwedin hingegen gelangen acht Siege in vier verschiedenen Disziplinen und sie entschied auch die Riesenslalom-Disziplinenwertung für sich. Bei den Olympischen Winterspielen 2006 hatte Pärson in allen Rennen Chancen auf einen Sieg. Zunächst wurde sie jeweils Dritte in der Abfahrt und in der Kombination. Schließlich gewann sie im Slalom die Goldmedaille vor den Österreicherinnen Nicole Hosp und Marlies Schild. Für diese Leistung wurde sie mit der Svenska-Dagbladet-Goldmedaille geehrt.

### 2007 bis 2012

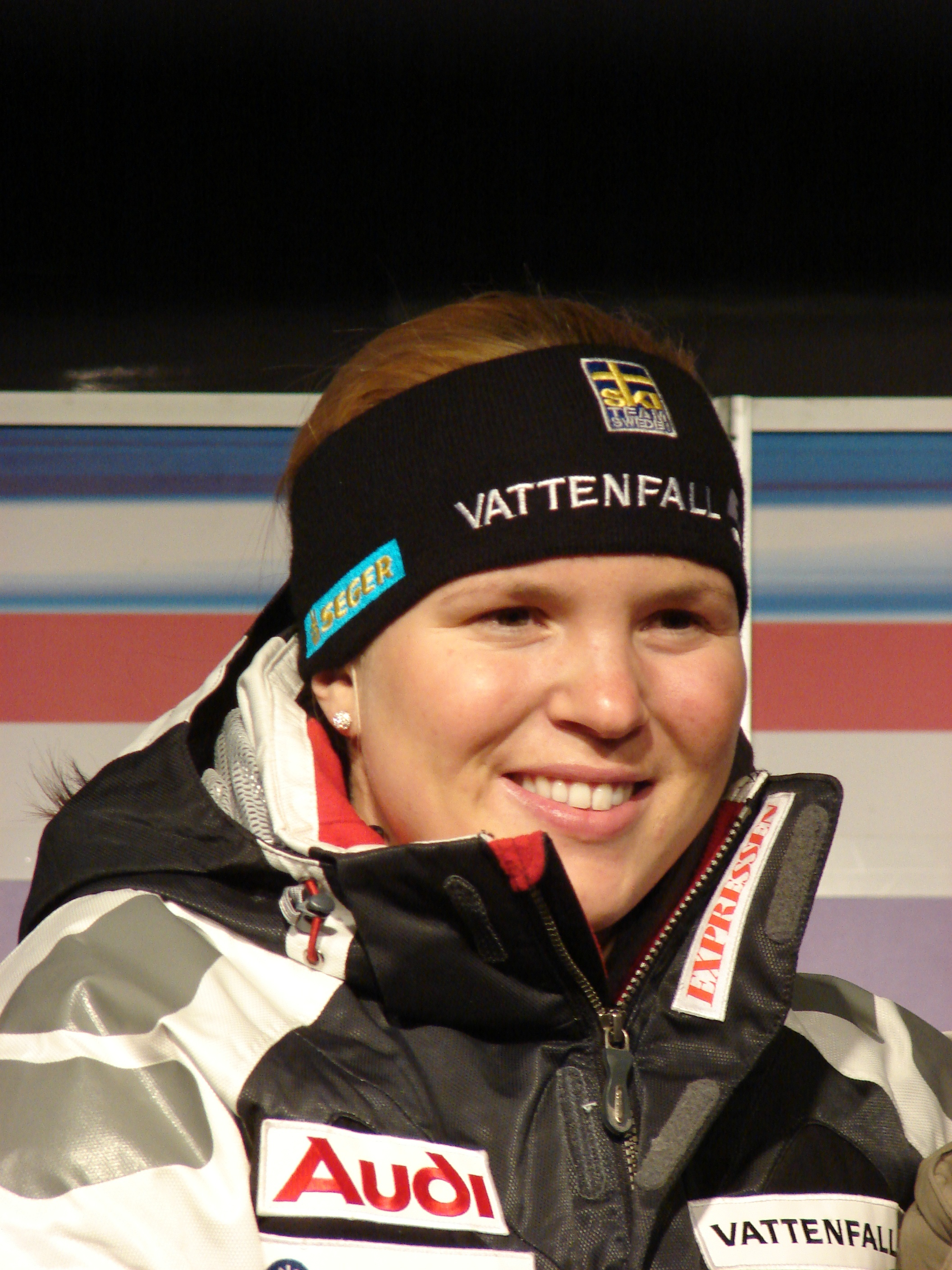
Anja Pärson, Ende 2006

Pärson konnte in der Saison 2006/07 wegen einer Knieoperation, der sie sich aufgrund zu hoher Belastung hatte unterziehen müssen, zunächst nicht an die Leistungen der Vorjahre anknüpfen. Ohne einen Sieg in einem Weltcuprennen errungen zu haben, reiste sie zu den Weltmeisterschaften 2007 in Åre. Dort allerdings überraschte sie ihre Konkurrenz und feierte die größten Erfolge ihrer Karriere: Pärson gewann die Goldmedaille in der Abfahrt, im Super-G und in der Super-Kombination, dazu die Silbermedaille im Mannschaftswettbewerb und die Bronzemedaille im Slalom. Lediglich im Riesenslalom, in dem sie mit lediglich 0,44 Sekunden auf die Führende Julia Mancuso auf Rang sieben lag, schied sie bei ihrer Aufholjagd durch einen Sturz aus. - 2007 wurde Pärson erneut mit der Svenska-Dagbladet-Goldmedaille geehrt; sie ist damit neben Björn Borg und Ingemar Stenmark die einzige Person, die diese Auszeichnung zweimal erhielt.
Mit dem Sieg in der Super-Kombination am 9. März 2008 in Crans-Montana reihte sich Pärson als erst vierte Läuferin der Weltcupgeschichte zu denjenigen ein, die in allen fünf Disziplinen gewonnen haben. Neben ihr waren dies zum damaligen Zeitpunkt Petra Kronberger, Pernilla Wiberg und Janica Kostelić, seit 2012 gehört auch Lindsey Vonn zu diesen Läuferinnen, seit 2013 Tina Maze und seit 2018 Mikaela Shiffrin.
Die Weltmeisterschaften 2009 verliefen für Pärson angesichts guter Ergebnisse während der Weltcupsaison eher enttäuschend. In Val-d’Isère kam sie nicht über einen neunten Platz im Slalom hinaus. Eine Woche nach den Weltmeisterschaften sicherte sie sich jedoch in der Super-Kombination von Tarvisio den Sieg in dieser Weltcup-Disziplinenwertung. Im April 2009 gab Pärson in einem TV-Interview bekannt, dass sie nach der Olympiasaison 2009/10 ihre Karriere beenden wird – was nicht eingetreten ist.
Bei den Olympischen Winterspielen 2010 gewann Pärson am 18. Februar die Bronzemedaille in der Superkombination. Dieser Erfolg kam überraschend, da sie am Vortag in der Spezialabfahrt schwer gestürzt war: Beim Zielsprung war sie, einer sicheren Medaille entgegenfahrend, über 60 Meter weit durch die Luft geflogen und hart auf die Piste geprallt, wobei sie sich nur zahlreiche Prellungen zugezogen hatte. Nach der Saison 2009/10, in der sie den dritten Rang der Gesamtwertung des Weltcups belegte und ein Rennen – eine Kombination – gewann, gab Pärsön bekannt, dass sie ihre Laufbahn fortsetzen werde. Zuvor war über ihr Karriereende spekuliert worden.
Die Saison 2010/11 begann für Pärson enttäuschend: Bis zum Jahreswechsel war ein 6. Platz in der Abfahrt von Lake Louise ihr bestes Ergebnis. Im Jahr 2011 konnte sie sich allerdings steigern und erzielte zwei Podestplätze sowie mehrere Top-10-Platzierungen. Bei den Weltmeisterschaften 2011 in Garmisch-Partenkirchen gewann sie die Bronzemedaille in der Super-Kombination und im Mannschaftswettbewerb. Am 5. März 2011 siegte sie in der Abfahrt von Tarvisio. Es war dies ihr erster Weltcupsieg nach über einem Jahr bzw. ihr erster Abfahrtssieg seit über zwei Jahren.
In der Saison 2011/12, in der sie fast keine Slaloms und Riesenslaloms mehr bestritt, konnte Pärson wegen gesundheitlicher Probleme aufgrund eines Knorpelschadens im linken Knie nicht mehr mit der absoluten Weltspitze mithalten. Sie fuhr in sechs Weltcuprennen des Winters nur knapp unter die besten zehn und gab vor dem Weltcupfinale in Schladming bekannt, mit Ende der Saison ihre Karriere zu beenden. In ihrem letzten Weltcuprennen am 15. März 2012, exakt 14 Jahre nach ihrem Weltcup-Debüt, belegte sie Rang acht im Super-G – das beste Resultat ihrer letzten Weltcupsaison.

## Rekorde
Pärsons Bilanz im Weltcup, bei Weltmeisterschaften und Olympischen Spielen unterstreicht ihre Vielseitigkeit und ihre Ausnahmestellung: Bei Olympischen Spielen gewann sie zwischen 2002 und 2010 sechs Medaillen in vier verschiedenen Disziplinen, was zuvor nur Janica Kostelić gelungen war. Darüber hinaus gewann sie in allen Disziplinen – Slalom, Riesenslalom, Super-G, Abfahrt und Super-Kombination – Titel bei Weltmeisterschaften, als bisher einzige Athletin überhaupt. Pärson ist außerdem die bisher einzige Frau, der es gelang, in jeder Einzeldisziplin mindestens drei Weltcuprennen zu gewinnen.
Mit sieben Goldmedaillen bei den Alpinen Skiweltmeisterschaften der Jahre 2001, 2003, 2005 und 2007 gehört Pärson außerdem zu den erfolgreichsten WM-Teilnehmern aller Zeiten, hinter der Deutschen Christl Cranz und der US-Amerikanerin Mikaela Shiffrin gemeinsam mit der Französin Marielle Goitschel. Neben der Kroatin Janica Kostelić ist sie die erfolgreichste Allrounderin bei Großereignissen: Von den Olympischen Spielen 2002 in Salt Lake City bis zu den Weltmeisterschaften in Åre 2007 gewannen beide Skirennläuferinnen zusammen 17 von insgesamt 25 zu vergebenen Goldmedaillen.
Pärson ist mit 18 Siegen in der ewigen Slalom-Weltcupsiegesliste derzeit auf Platz sechs. Vor ihr platziert sind Shiffrin mit 63, Marlies Schild mit 35, Vreni Schneider mit 34, Erika Hess mit 21 sowie Janica Kostelić mit 20 Slalomsiegen. In ihrer Karriere konnte Pärson im Weltcup elf Riesenslaloms und zudem dreimal die Riesenslalom-Weltcupwertung für sich entscheiden. Somit zählt sie auch in dieser Disziplin zu den erfolgreichsten Läuferinnen der Geschichte.
Außerdem gelangen Pärson als einer von vier Athletinnen elf Siege in einer Saison (2003/04), was bisher nur Lindsey Vonn (2009/10), Annemarie Moser-Pröll (1974/75), Tina Maze (2012/13) und Mikaela Shiffrin (2016/17) erreichten. Mehr Saisonsiege schafften nur Shiffrin mit 17 gewonnenen Rennen in der Saison 2018/19, Vreni Schneider (1988/89) und Shiffrin (2022/23) mit 14 Siegen sowie Lindsey Vonn (2011/12) und Shiffrin in der Saison 2017/18 mit 12 Siegen.
In der Wertung der Top-10-Platzierungen in Weltcuprennen liegt Pärson derzeit an dritter Stelle hinter Lindsey Vonn und Renate Götschl. Vonn fuhr 214 Mal unter die schnellsten zehn, Götschl 198 Mal, Pärson 196 Mal. Mit 42 Tagessiegen im Weltcup liegt sie auf Rang sechs der Siegesliste.

## Sonstiges
Pärson verlegte 2003 ihren Wohnsitz nach Monaco – aus steuerlichen Gründen, aber auch, um der schwedischen Boulevardpresse zu entfliehen. Trotzdem musste sie eine Steuerschuld von 7,9 Mio. Kronen (ca. 860.000 Euro) begleichen. „Sie könne nicht mit dem Gefühl leben, sie sei ein Steuerflüchtling“, sagte Pärson in der Ausgabe der Zeitung „Expressen“ vom 17. Februar 2004. Die Steuerbehörde hatte von ihr Steuerzahlungen für Einnahmen aus ihrer Sportkarriere vor dem Umzug nach Monte-Carlo verlangt, die eine Agentur für sie auf der Steueroase Isle of Man deponiert hatte. Das Sommertraining bestritt sie hauptsächlich in Monaco und in der Schweiz. 2008 gab sie bekannt, dass sie nach den Olympischen Winterspielen 2010 zurücktreten werde. Nach der Saison 2009/2010 entschied sie sich jedoch, ihre Karriere fortzusetzen.
Das Markenzeichen Pärsons war der „Bauch-Platscher“, mit dem sie ihre Siege feierte. Dabei nahm sie kurz Anlauf, warf sich zu Boden und rutschte bäuchlings mit ausgestreckten Armen und Beinen durch den Zielraum. In ihrer Freizeit engagiert sich Pärson, deren Spitzname „Schwedenbombe“ lautet, als Athletenbotschafterin der Entwicklungshilfeorganisation Right To Play. Pärson ist Mitglied der FIS-Athletenkommission.
Im Juni 2012 bekannte sich Pärson in einem Radiointerview öffentlich zu ihrer Homosexualität und zu ihrer fünfjährigen Beziehung mit ihrer Freundin. Außerdem gab sie bekannt, dass sie ein Kind erwarten. Pärsons Lebensgefährtin brachte am 4. Juli 2012 einen Sohn zur Welt. Das Paar heiratete am 2. August 2014.

## Erfolge

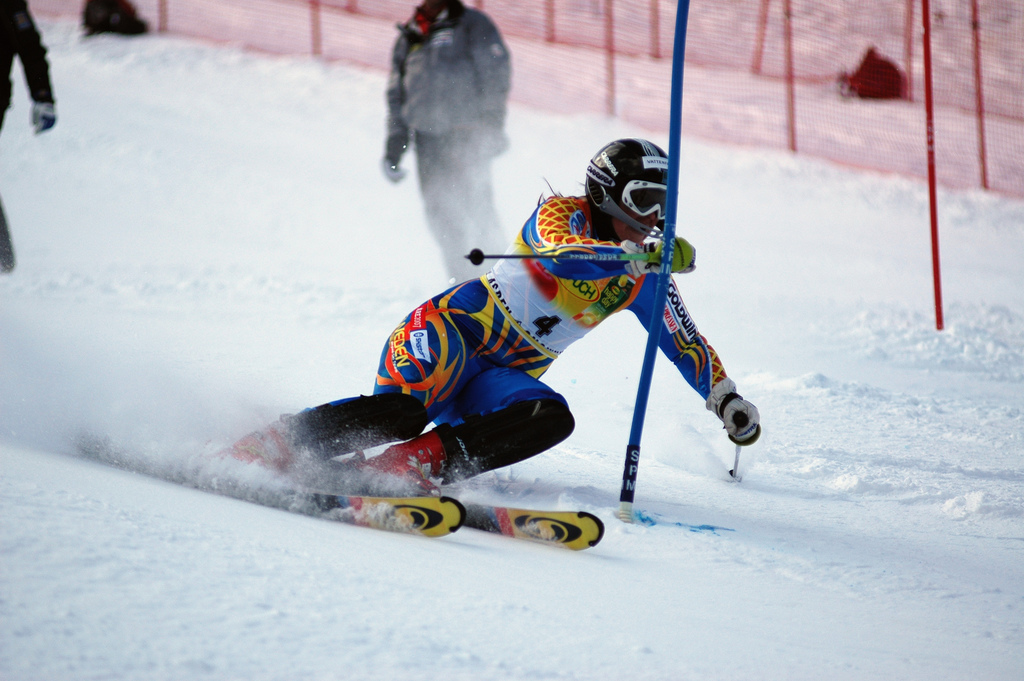
Anja Pärson beim Slalom in Aspen, November 2006

### Olympische Spiele
- Salt Lake City 2002: 2. Riesenslalom, 3. Slalom
- Turin 2006: 1. Slalom, 3. Abfahrt, 3. Kombination, 6. Riesenslalom, 12. Super-G
- Vancouver 2010: 3. Super-Kombination, 11. Super-G, 22. Riesenslalom

### Weltmeisterschaften
- St. Anton am Arlberg 2001: 1. Slalom, 3. Riesenslalom
- St. Moritz 2003: 1. Riesenslalom, 4. Slalom
- Bormio 2005: 1. Super-G, 1. Riesenslalom, 2. Kombination, 7. Abfahrt
- Åre 2007: 1. Abfahrt, 1. Super-G, 1. Super-Kombination, 2. Mannschaftswettbewerb, 3. Slalom
- Val-d’Isère 2009: 9. Slalom, 12. Abfahrt, 15. Riesenslalom
- Garmisch-Partenkirchen 2011: 3. Super-Kombination, 3. Mannschaftswettbewerb, 9. Riesenslalom 10. Super-G, 11. Abfahrt

### Juniorenweltmeisterschaften
- Megève 1998: 1. Riesenslalom, 3. Slalom
- Pra Loup 1999: 1. Slalom
- Québec 2000: 1. Riesenslalom, 1. Slalom, 3. Super-G

### Weltcupwertungen
Anja Pärson hat zweimal den Gesamtweltcup gewonnen (2004, 2005). Hinzu kommen fünf Siege in Disziplinenwertungen.
| Saison  | Gesamt | Gesamt | Abfahrt | Abfahrt | Super-G | Super-G | Riesenslalom | Riesenslalom | Slalom | Slalom | Kombination | Kombination | City Event | City Event |
| Saison  | Platz  | Punkte | Platz   | Punkte  | Platz   | Punkte  | Platz        | Punkte       | Platz  | Punkte | Platz       | Punkte      | Platz      | Punkte     |
| ------- | ------ | ------ | ------- | ------- | ------- | ------- | ------------ | ------------ | ------ | ------ | ----------- | ----------- | ---------- | ---------- |
| 1998/99 | 12.    | 566    | -       | -       | -       | -       | 12.          | 192          | 3.     | 374    | -           | -           | -          | -          |
| 1999/00 | 8.     | 704    | -       | -       | 39.     | 28      | 15.          | 177          | 3.     | 499    | -           | -           | -          | -          |
| 2000/01 | 11.    | 643    | -       | -       | -       | -       | 2.           | 408          | 10.    | 235    | -           | -           | -          | -          |
| 2001/02 | 5.     | 840    | -       | -       | -       | -       | 3.           | 360          | 3.     | 480    | -           | -           | -          | -          |
| 2002/03 | 3.     | 1042   | -       | -       | 34.     | 30      | 1.           | 514          | 2.     | 498    | -           | -           | -          | -          |
| 2003/04 | 1.     | 1561   | 42.     | 17      | 15.     | 144     | 1.           | 630          | 1.     | 770    | -           | -           | -          | -          |
| 2004/05 | 1.     | 1359   | 8.      | 209     | 4.      | 359     | 2.           | 410          | 6.     | 301    | 2.          | 80          | -          | -          |
| 2005/06 | 2.     | 1662   | 7.      | 249     | 9.      | 182     | 1.           | 586          | 3.     | 485    | 2.          | 160         | -          | -          |
| 2006/07 | 5.     | 885    | 4.      | 293     | 6.      | 202     | 13.          | 152          | 12.    | 188    | 14.         | 50          | -          | -          |
| 2007/08 | 6.     | 973    | 4.      | 331     | 7.      | 246     | 15.          | 118          | 15.    | 118    | 3.          | 160         | -          | -          |
| 2008/09 | 3.     | 1059   | 7.      | 220     | 4.      | 251     | 16.          | 140          | 10.    | 243    | 1.          | 205         | -          | -          |
| 2009/10 | 3.     | 1047   | 3.      | 385     | 7.      | 221     | 10.          | 179          | 16.    | 112    | 2.          | 150         | -          | -          |
| 2010/11 | 8.     | 656    | 5.      | 295     | 5.      | 182     | 25.          | 52           | 37.    | 27     | 6.          | 100         | -          | -          |
| 2011/12 | 32.    | 260    | 28.     | 55      | 21.     | 108     | 39.          | 27           | -      | -      | 9.          | 55          | 9.         | 15         |

### Weltcupsiege
Insgesamt hat Anja Pärson 42 Weltcuprennen gewonnen (6 × Abfahrt, 4 × Super-G, 11 × Riesenslalom, 18 × Slalom, 3 × Super-Kombination) und insgesamt 95 Podestplätze (42 × Erste, 30 × Zweite, 23 × Dritte) erreicht.
| Datum             | Ort                | Land         |
| ----------------- | ------------------ | ------------ |
| 26. Februar 2005  | San Sicario        | Italien      |
| 13. Januar 2006   | Bad Kleinkirchheim | Österreich   |
| 15. März 2006     | Åre                | Schweden     |
| 15. Dezember 2007 | St. Moritz         | Schweiz      |
| 18. Januar 2009   | Zauchensee         | Österreich * |
| 5. März 2011      | Tarvisio           | Italien      |

| Datum             | Ort               | Land    |
| ----------------- | ----------------- | ------- |
| 25. Februar 2005  | San Sicario       | Italien |
| 27. Januar 2006   | Cortina d’Ampezzo | Italien |
| 15. März 2007     | Lenzerheide       | Schweiz |
| 16. Dezember 2007 | St. Moritz        | Schweiz |

| Datum             | Ort               | Land          |
| ----------------- | ----------------- | ------------- |
| 19. Dezember 2003 | Cortina d’Ampezzo | Italien       |
| 25. Januar 2003   | Maribor           | Slowenien     |
| 6. März 2003      | Åre               | Schweden      |
| 28. November 2003 | Park City         | USA           |
| 24. Januar 2004   | Maribor           | Slowenien     |
| 7. Februar 2004   | Zwiesel           | Deutschland   |
| 21. Februar 2004  | Åre               | Schweden      |
| 14. März 2004     | Sestriere         | Italien       |
| 23. Oktober 2004  | Sölden            | Österreich    |
| 28. Dezember 2005 | Lienz             | Österreich    |
| 4. Februar 2006   | Ofterschwang      | Deutschland * |

| Datum               | Ort                  | Land        |
| ------------------- | -------------------- | ----------- |
| 3. Dezember 1998    | Mammoth Mountain     | USA         |
| 9. Dezember 2001    | Sestriere            | Italien     |
| 29. Dezember 2001   | Lienz                | Österreich  |
| 5. Januar 2002      | Maribor              | Slowenien   |
| 6. Januar 2002      | Maribor              | Slowenien   |
| 30. November 2002   | Aspen                | USA         |
| 15. Dezember 2002 * | Sestriere            | Italien     |
| 26. Januar 2003     | Maribor              | Slowenien   |
| 29. November 2003   | Park City            | USA         |
| 16. Dezember 2003   | Madonna di Campiglio | Italien     |
| 28. Dezember 2003   | Lienz                | Österreich  |
| 5. Januar 2004      | Megève               | Frankreich  |
| 25. Januar 2004     | Maribor              | Slowenien   |
| 8. Februar 2004     | Zwiesel              | Deutschland |
| 23. Januar 2005     | Maribor              | Slowenien   |
| 11. Dezember 2005   | Aspen                | USA         |
| 22. Dezember 2005   | Špindlerův Mlýn      | Tschechien  |
| 11. März 2006       | Levi                 | Finnland    |

| Datum             | Ort           | Land    |
| ----------------- | ------------- | ------- |
| 9. März 2008      | Crans-Montana | Schweiz |
| 19. Dezember 2008 | St. Moritz    | Schweiz |
| 29. Januar 2010   | St. Moritz    | Schweiz |

### Europacup

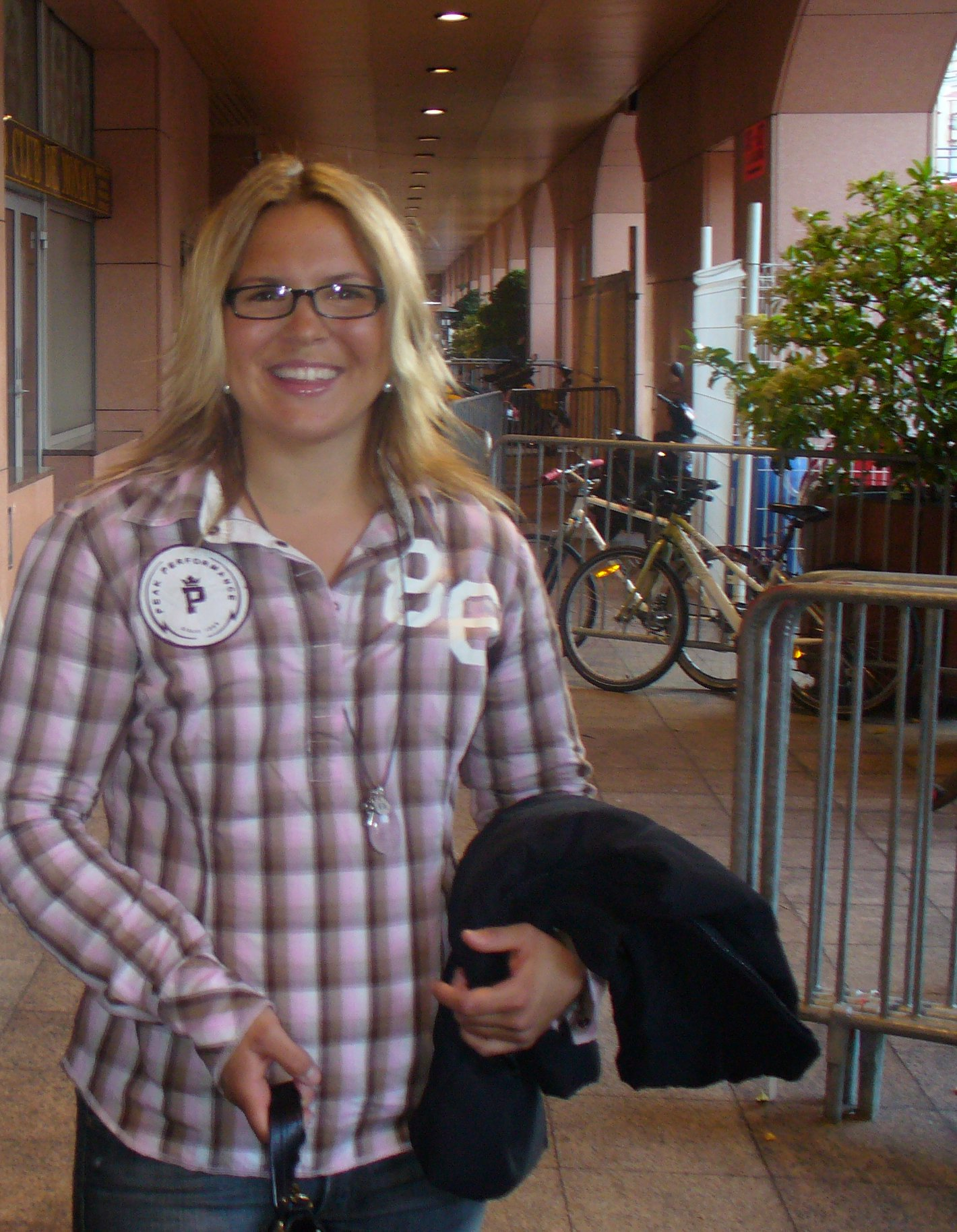
Anja Pärson in Monaco, Mai 2006

- Saison 1997/98: 3. Gesamtwertung, 1. Riesenslalomwertung
- 6 Podestplätze, davon 2 Siege:

| Datum            | Ort     | Land      | Disziplin    |
| ---------------- | ------- | --------- | ------------ |
| 25. Januar 1998  | Rogla   | Slowenien | Riesenslalom |
| 21. Februar 1998 | Abetone | Italien   | Riesenslalom |

### Weitere Erfolge
- Anja Pärson ist zehnfache Schwedische Meisterin:
  - Abfahrt: 2001, 2003 und 2010
  - Riesenslalom: 1998, 2003 und 2005
  - Slalom: 2005
  - Kombination: 2000, 2001 und 2003
- 18 Siege in FIS-Rennen (9 × Slalom, 7 × Riesenslalom, 2 × Super-G)

## Quelle
- Internationales Sportarchiv, Ausgabe 46/2004 (Munzinger-Archiv)